# Ga Sasang (Korail)
Ga Sasang là ga của Tuyến Gyeongbu và Tuyến Gaya của Korail, và Tuyến 2 và Tuyến BGLRT của Busan Metro nằm ở Gwaebeop-dong, quận Sasang, Busan.

## Liên kết
- Ga xe lửa Lưu trữ ngày 24 tháng 5 năm 2014 tại Wayback Machine, từ Korail (tiếng Hàn)

Bản mẫu:Tuyến Gaya